# 게테 와미
게테니시 "게테" 와미 데기페(암하라어: ጌጤነሽ "ጌጤ" ዋሚ ደግፌ, 1974년 12월 11일 ~ )는 에티오피아의 은퇴한 장거리 달리기 선수로 크로스컨트리, 트랙과 도로 종목들에서 활약하였다.

## 생애
데브레베르한에서 태어난 게테는 세비야에서 열린 1999년 세계 육상 선수권 대회에서 아프리카 신기록이며 선수권 기록이었던 30분 24.56초를 세워 금메달을 획득하였다. 그녀는 또한 그해 올아프리카 경기에서도 10000m 우승을 하였다. 그녀는 2회의 IAAF 세계 크로스컨트리 선수권 우승자이며, 1996년과 2001년에 각각 장거리 경주와 단거리 경주 타이틀을 우승하였다.
2006년 9월 24일 게테는 샐리나 코스게이와 모니카 드리불스카 앞에서 베를린 마라톤을 우승하였다. 11월 19일 네이메헌과 그 주위에서 세븐 힐 달리기가 열리는 동안 15 킬로미터에 세게 기록을 깨는 데 기대되었으나 실패하였다. 그녀는 47분 22초로 완료한 메스테와트 투파에게 9초나 밀려 2위를 하였다.
2007년 그녀는 다시 베를린 마라톤을 우승하였다. 25일 후에 뉴욕 마라톤에 나간 게테는 폴라 래드클리프에 23초 뒤로 밀려 2위를 하였다.
2008년 8월 베이징 올림픽에서 마라톤에 나간 그녀는 탈락하고 말았다. 2009년 런던 마라톤에서 2시간 26분 54초로 9위를 하고, 자신의 경력을 끝냈다.